# St. James’s Place

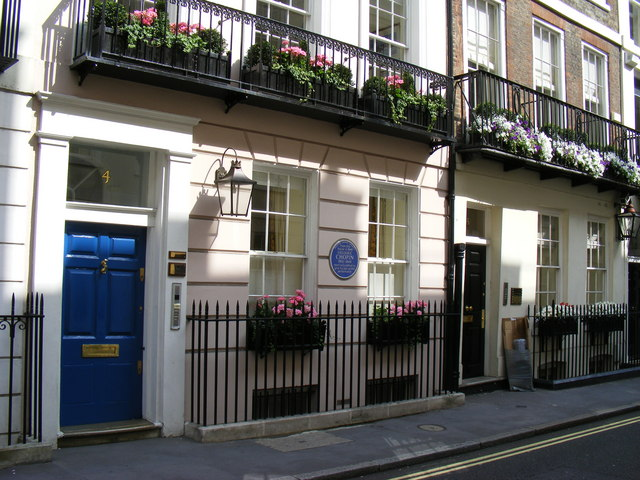
St James’s Place Nr. 4; von dort aus brach Frédéric Chopin am 16. November 1848 auf zu seinem letzten öffentlichen Konzert.

St. James’s Place ist eine Straße im Londoner Stadtteil St. James’s in der Nähe des Green Park.
Zu den zahlreichen denkmalgeschützten Gebäuden gehört das Spencer House.

## Bekannte Anwohner
- Joseph Addison (1672–1719), Autor und Politiker, Gründer The Spectator, wohnte dort 1710.[1]
- Eustace Budgell (1686–1737), Schriftsteller und Politiker[1]
- Sir Francis Burdett (1770–1844), Politiker wohnte in Nummer 25 von 1820 bis 1844.[2]
- James Craggs der Jüngere (1686–1721)[1]
- Mary Delany (1700–1788),[1] Malerin
- Henry Grattan (1746–1820),[1] irischer Politiker
- White Kennett (1660–1728)[1]
- John Lubbock (1834–1913)[1], englischer Anthropologe
- Richard Rigby (1722–1788)[1]
- Samuel Rogers (1763–1855)[3]
- John Wilkes (1727–1797), wohnte dort 1756.[1]